# Памятник борцам революции (Иваново)
Памятник борцам революции 1905 года — монументальная композиция в честь событий, произошедших в Иваново-Вознесенске (Иваново) в мае 1905 года, во время Первой русской революции. (см. Иваново-Вознесенские стачки)

## Авторы
- Скульптор — Д. Б. Рябичев, народный художник РСФСР, заслуженный деятель искусств Узбекской ССР,
- Архитектор — Е. И. Кутырев, заслуженный архитектор РСФСР.
- Соавтор — М. И. Малютин, народный художник РСФСР, почётный гражданин города Иваново[1].

За эту работу авторский коллектив в 1978 году был удостоен Государственной премии СССР. (см. Лауреаты Государственной премии СССР в области литературы, искусства и архитектуры)

## История

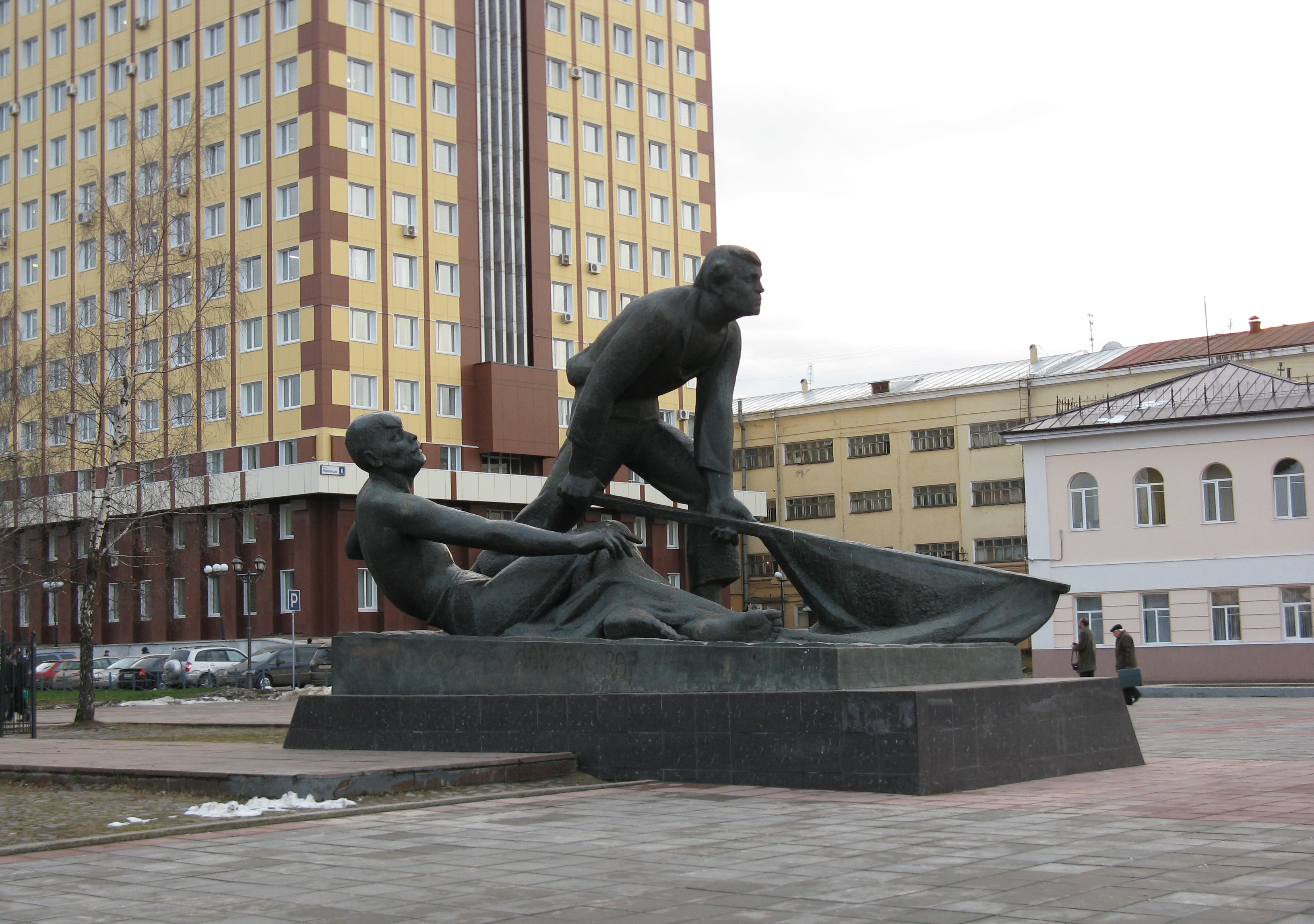
Скульптурная группа «Поднимающий знамя»

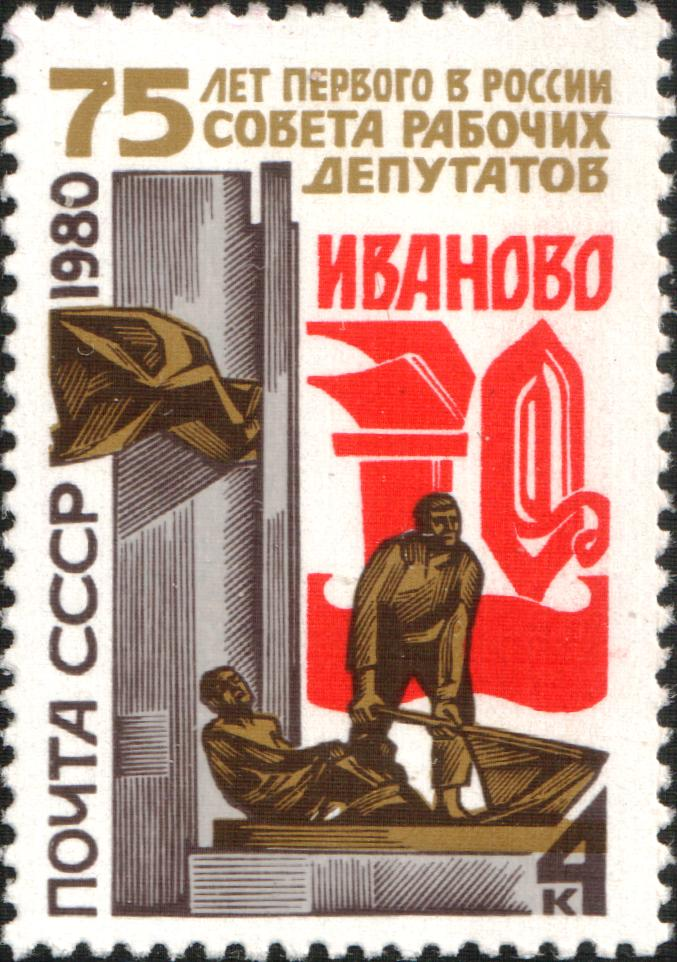
Памятник на почтовой марке 1980 года

Памятник был открыт 29 мая 1975 года, в дни празднования 70-летия Первого Совета.
В 2005 году был произведён капитальный ремонт монумента.

## Описание
Композиция состоит из двух элементов. Скульптурная группа «Поднимающий знамя» представляет собой статую рабочего, поднимающего знамя, которое выпало из рук старшего товарища.
Второй элемент композиции представляет собой прямоугольный монумент, символизирующий тюремные застенки, из которых вырывается революционное пламя. Внутри монумента установлен хрустальный кристалл с пульсирующей подсветкой, символизирующий биение сердца.